# FV 1906 Sprendlingen
FV 1906 Sprendlingen is een Duitse voetbalclub uit Sprendligen, een stadsdeel van Dreieich, Hessen.

## Geschiedenis
De club werd opgericht in 1906 als FSV Sprendlingen. Op 29 juli 1917 fuseerde de club met FV Viktoria tot FV 1906 Sprendlingen. In 1918/19 nam de club deel aan de Zuidmaincompetitie, die echter niet als officieel geldt omdat het een oorlogscompetitie was en niet alle wedstrijden gespeeld werden. De club werd hier voorlaatste. Twee jaar later speelde de club wel in de officiële competitie en werd opnieuw voorlaatste. In 1921 werd de Maincompetitie ingevoerd die aanvankelijk uit vier reeksen bestond en over twee seizoenen werd teruggebracht naar één reeks. In het eerste seizoen werd de club vierde in zijn groep, maar het volgende seizoen werd de club opnieuw voorlaatste en degradeerde nu. Tot aan het einde van de Tweede Wereldoorlog speelde de club nu in de tweede klasse verder. 
Na de oorlog werden alle Duitse clubs ontbonden. In Sprendlingen kwam nu een grootvereniging, SKG Sprendlingen. Nadat de club drie keer op vijf jaar tijd mislukte om te promoveren naar de 1. Amateurliga splitsten op 3 juli 1962 200 leden zich van de club af om FV 1906 opnieuw op te richten. De club moest onderaan de ladder beginnen maar promoveerde al snel en haalde voorganger SKG zelfs in. In 1974 promoveerde de club naar de hoogste amateurreeks van Hessen, derde klasse in Duitsland, en verbleef daar twee seizoenen. Tot 1988 speelde de club in de Landesliga, met uitzondering van 1983 tot 1986 en sindsdien speelt de club enkel nog in lagere reeksen. 